# That's What I Am Here For
That's What I Am Here For è un album di Roy Buchanan, pubblicato dalla Polydor Records negli ultimi mesi del 1973.

## Tracce
Lato A
1. My Baby Says She's Gonna Leave Me – 3:22 (Roy Buchanan, Billy Price, John Harrison)
2. Hey Joe (In Memory of Jimi Hendrix) – 5:25 (Billy Cox)
3. Home Is Where I Lost Her – 4:27 (Roy Buchanan, John Harrison)
4. Rodney's Song – 4:30 (Roy Buchanan, Billy Price, John harrison, Mike Kalina)

Durata totale: 17:44
Lato B
1. That's What I Am Here For – 2:30 (Jack Bond)
2. Roy's Bluz – 5:59 (Roy Buchanan)
3. Voices – 2:27 (Dick Heintze)
4. Please Don't Turn Me Away – 4:47 (Roy Buchanan, Billy Price)
5. Nephesh – 3:27 (Roy Buchanan)

Durata totale: 19:10

## Musicisti
- Roy Buchanan - chitarre
- Roy Buchanan - voce solista (brano: Roy's Bluz)
- Billy Price - voce solista, accompagnamento vocale
- Dick Heintze - pianoforte, organo, clavinet, accompagnamento vocale
- John Harrison - basso fender, accompagnamento vocale
- Robbie Magruder - batteria